# آشیق کورونیان
آشیق کورونیان (انگلیسی: Ashique Kuruniyan؛ زادهٔ ۱۴ ژوئن ۱۹۹۷) بازیکن فوتبال است.

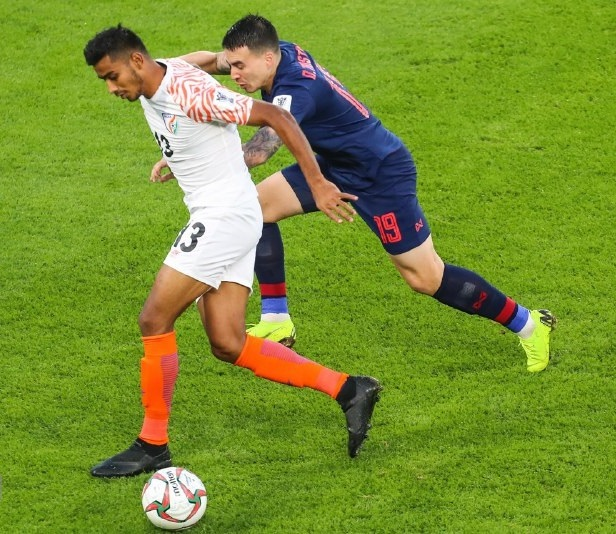
آشیق کورونیان با لباس سفید

وی همچنین در تیم‌های ملی فوتبال India U20 و هند بازی کرده‌است.